# Cantó de Les Aix-d'Angillon
El cantó de Les Aix-d'Angillon és un cantó francès del departament del Cher, situat al districte de Bourges. Té 12 municipis i el cap és Les Aix-d'Angillon.

## Municipis
- Les Aix-d'Angillon
- Aubinges
- Azy
- Brécy
- Morogues
- Parassy
- Rians
- Saint-Céols
- Saint-Germain-du-Puy
- Saint-Michel-de-Volangis
- Sainte-Solange
- Soulangis

## Història
| Data d'elecció                           | Identitat        | Partit                      | Qualitat |
| ---------------------------------------- | ---------------- | --------------------------- | -------- |
| 1945-1975                                | Clément Brocadet | SFIO, després divers droite |          |
| 1975-1988                                | René Millet      | CD, després divers droite   |          |
| 1988-                                    | Maxime Camuzat   | PCF                         |          |
| les dades anteriors no són pas conegudes |                  |                             |          |
|                                          |                  |                             |          |

## Demografia
| A partir de 1990: Població sense dobles comptes |